# Chloramin B
Chloramin B ist eine Organochlorverbindung aus der Gruppe der Chloramine und wird als Desinfektionsmittel ähnlich wie Chloramin T eingesetzt. Der an Chloramin angehängte Buchstabe steht dabei für Benzol (Chloramin B) bzw. Toluol (Chloramin T).

## Darstellung und Verwendung
Chloramin B kann durch die Chlorierung von Benzolsulfonamid mit molekularem Chlor hergestellt werden. Die Verbindung wird als Desinfektionsmittel (wirkt bakterizid) und Bleichmittel verwendet.